# Zeki
Zeki ist ein insbesondere türkischer männlicher Vorname arabischer Herkunft mit der Bedeutung „Der Aufgeweckte“; „der Geistreiche und Kluge“. Die arabische Schreibweise des Namens ist Zaki.

## Namensträger

### Vorname
- Zeki Alasya (1943–2015), türkischer Schauspieler und Filmemacher
- Zeki Arslan (* 1949), türkisch-deutscher Maler und bildender Künstler
- Zeki Ayvaz (* 1989), türkischer Fußballspieler
- Zeki Beyner (1930 od. 1936–2002), türkischer Karikaturist
- Zeki Demirkubuz (* 1964), türkischer Filmregisseur, Drehbuchautor und Filmproduzent
- Zeki Ergezen (1949–2020), türkischer Architekt und Politiker
- Zeki Gökhan (* 1956), deutsch-türkischer Politiker (Die Linke)
- Zeki Günel (1906–?), türkischer Fußballspieler
- Zeki Korkmaz (* 1988), türkischer Fußballspieler
- Zeki Müren (1931–1996), türkischer Dichter, Komponist und Sänger
- Zeki Önatlı (* 1968), türkischer Fußballspieler und -trainer
- Zeki Rıza Sporel (1898–1969), türkischer Fußballspieler
- Zeki Sinanoğlu (* 1993), türkischer Fußballspieler
- Zeki Velidi Togan (1890–1970), türkischer Historiker und Turkologe
- Zeki Yavru (* 1991), türkischer Fußballspieler
- Zeki Yıldırım (* 1991), türkischer Fußballspieler
- Zeki Amdouni (* 2000), Schweizer Fußballspieler

### Zwischenname
- Ahmet Zeki Özak (1900–1982), türkischer Admiral
- Ahmet Zeki Soydemir (1883–1954), osmanischer und türkischer Militär
- İsmet Zeki Eyüboğlu (1925–2003), türkischer Forscher, Autor und Übersetzer
- Mehmet Zeki Çelik (* 1997), türkischer Fußballspieler
- Mehmet Zeki Tunç (* 1996), deutsch-türkischer Fußballspieler
- Mert Zeki Korkmaz (* 1971), türkischer Fußballspieler
- Salih Zeki Çolak (* 1954), türkischer General

### Familienname
- Semir Zeki (* 1940), britisch-türkischer Neurobiologe

### Osmanische Zeit
- Salih Zeki (1864–1921), osmanischer Mathematiker, Wissenschaftshistoriker und Übersetzer